# Uchida Rempei
Rempei Uchida (sinh ngày 26 tháng 4 năm 1991) là một cầu thủ bóng đá người Nhật Bản.

## Sự nghiệp câu lạc bộ
Rempei Uchida đã từng chơi cho Kataller Toyama.